# Josefina Scaglione
Josefina Scaglione (Trelew, 1987) è un'attrice e cantante argentina.
Nel 2008 viene scelta da Arthur Laurents per interpretare Maria nel revival di Broadway di West Side Story, per cui è stata candidata al Tony Award alla miglior attrice protagonista in un musical. Nel 2014 recita nei panni di Florencia Rios nella telenovela Camino al amor e nel 2017 è nel cast di Kally's Mashup.